# Pedro Aguirre Cerda

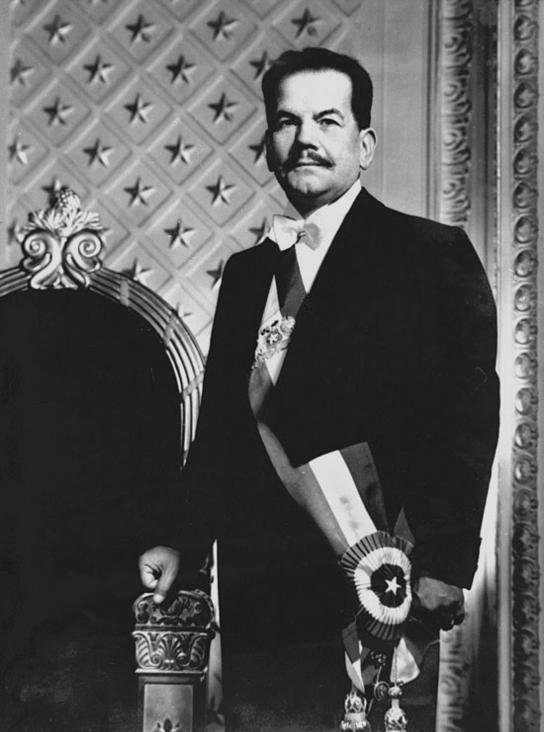
Pedro Aguirre Cerda als Präsident

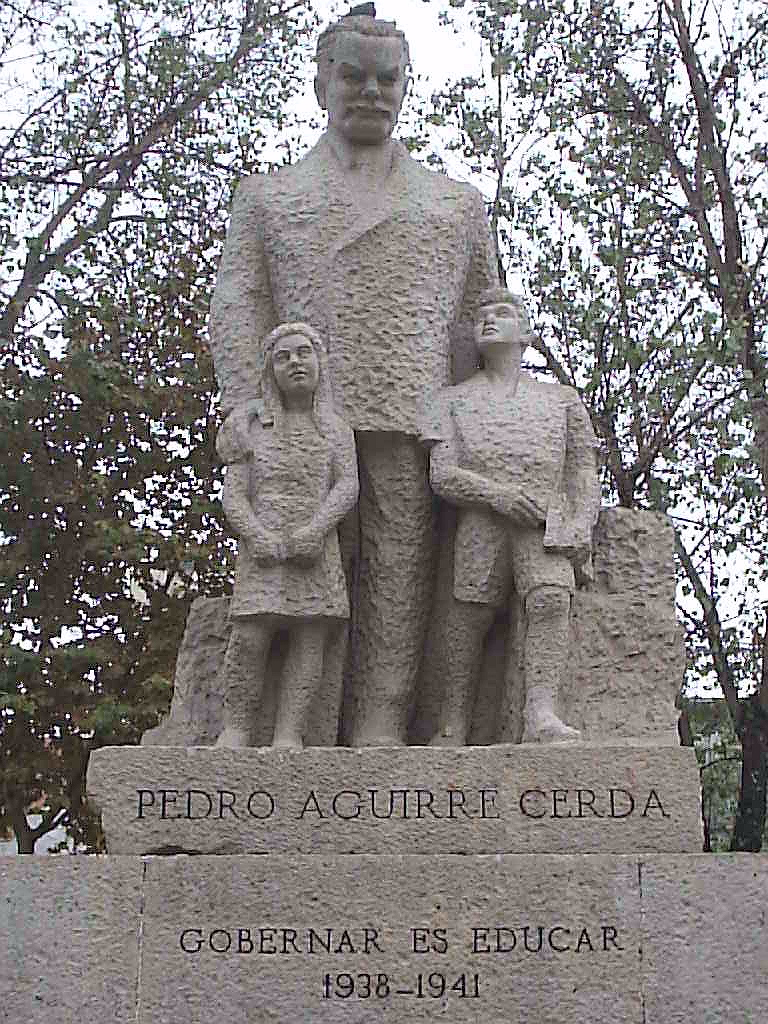
Denkmal für Pedro Aguirre Cerda auf dem Paseo Bulnes

Pedro Aguirre Cerda (* 6. Februar oder 23. November 1879 in Pocuro bei Los Andes; † 25. November 1941 in Santiago de Chile) war von 1938 bis 1941 Präsident von Chile.

## Leben

### Herkunft, Studium und wissenschaftliche Karriere
Aguirres genaues Geburtsdatum und das soziale Umfeld seiner Familie sind aufgrund widersprüchlicher Quellen nicht eindeutig gesichert. So soll er einerseits am 6. Februar 1879 als siebtes von elf Kindern eines Bauern in bescheidenen Verhältnissen geboren worden sein, während eine andere Quelle den 23. November 1879 als Geburtsdatum angibt und sein Elternhaus als Anwaltsfamilie beschreibt.
Am Instituto Pedagógico in Santiago studierte er die Fächer Spanisch und Rechtswissenschaft. 1910 reiste er nach Frankreich, um sein Wissen in Verwaltungsrecht durch ein Studium an der Sorbonne zu vertiefen. Nach seiner Rückkehr wurde er 1914 zum Professor an das Instituto Nacional berufen. 

### Politische Karriere
Sein Eintritt in die Radikale Partei und in eine Freimaurerloge bedeutete eine Abkehr vom konservativ-katholischen Milieu, aus dem er entstammte. Bei den Parlamentswahlen 1915 errang er einen Sitz im Abgeordnetenhaus, 1921 wurde er dann zum Senator für die Region Concepción gewählt. 1916 heiratete er seine Cousine Juana Rosa Aguirre.
1918 ernannte ihn Präsident Juan Luis Sanfuentes Andonaegui zum Minister für Justiz und öffentliche Bildung, die ihm ein besonderes Anliegen war. Er verbesserte die Grundschulausbildung und auch die Bezahlung der staatlichen Lehrer. Das Ehepaar Aguirre freundete sich in dieser Zeit auch mit der Schriftstellerin Gabriela Mistral an, die ihnen ihr erstes Buch widmete.
Während der ersten Amtszeit von Präsident Arturo Alessandri Palma wurde Aguirre für nur acht Monate der Innenminister Chiles. In diese Zeit fielen schwere soziale Unruhen, deren Niederschlagung ihn zum Rücktritt zwangen. 1924 kehrte er ins Amt zurück, gab es jedoch wieder auf, als die Militärs unter Carlos Ibáñez del Campo putschten und eine Diktatur errichteten. Aguirre floh für ein Jahr nach Europa.
Nach seiner Rückkehr 1925 begann er wieder als Hochschullehrer zu arbeiten und betrieb eine Anwaltskanzlei. Trotz seines Rückzugs aus der aktiven Politik zwang ihn die Militärregierung 1927, erneut das Land zu verlassen, und so fuhr Aguirre nach Europa zurück, wo er ein Buch über die Agrarreformen schrieb, die Chile seiner Auffassung nach brauchte. 1930 konnte er aus dem Exil heimkehren, blieb aber weiterhin fern der Politik. 1934 zählte er zu den treibenden Kräften, die an der renommierten Universidad de Chile eine eigene Fakultät für Handel und Industrieökonomie gründeten, als deren Dekan er in den folgenden beiden Jahren arbeitete. Cerda wurde erster Präsident des chilenischen Unternehmens Copec.
1937 gründeten verschiedene Linksgruppierungen gemeinsam mit der Radikalen Partei das Bündnis Frente Popular. Aguirre stand diesem Vorhaben skeptisch gegenüber, besonders weil er den Kommunisten misstraute. Dennoch siegte Aguirre bei den parteiinternen Vorwahlen um die Präsidentschaftskandidatur der Radikalen Partei gegen Juan Antonio Ríos Morales und wurde bald darauf zum Kandidaten der Frente Popular ausgerufen. 
Die Wahlen von 1938 waren von großen innenpolitischen Gegensätzen geprägt. Gegner des Mitte-links-Kandidaten Aguirre waren der konservative Gustavo Ross und Carlos Ibáñez del Campo, der Ex-Diktator, der für die nationalsozialistische Partei ins Rennen ging. Beide Aguirre-Gegner wollten in Chile eine Diktatur nach deutschem oder spanischem Vorbild einrichten, waren aber wechselseitig tief zerstritten und bekämpften einander bis aufs Messer. Als Gerüchte über einen bevorstehenden Staatsstreich einiger Ibáñez-treuer Regimenter die Runde machten, besetzten Anhänger des nationalsozialistischen Movimiento Nacional-Socialista de Chile am 5. September 1938 kurzerhand mehrere öffentliche Gebäude in Santiago. Der Aufstand wurde blutig niedergeschlagen; die Führer der Nationalsozialisten, Jorge González von Marées und Carlos Ibáñez stellten sich der Justiz; Ibáñez musste notgedrungen seine Kandidatur zurückziehen.
Unter diesen Umständen war die Wahl zum Zweikampf geworden. Am Ende hatte Aguirre denkbar knapp die Nase vorn: 50,46 % der Wähler entschieden sich für ihn, sein Gegner Ross erhielt 49,53 % der Stimmen.

### Präsidentschaft

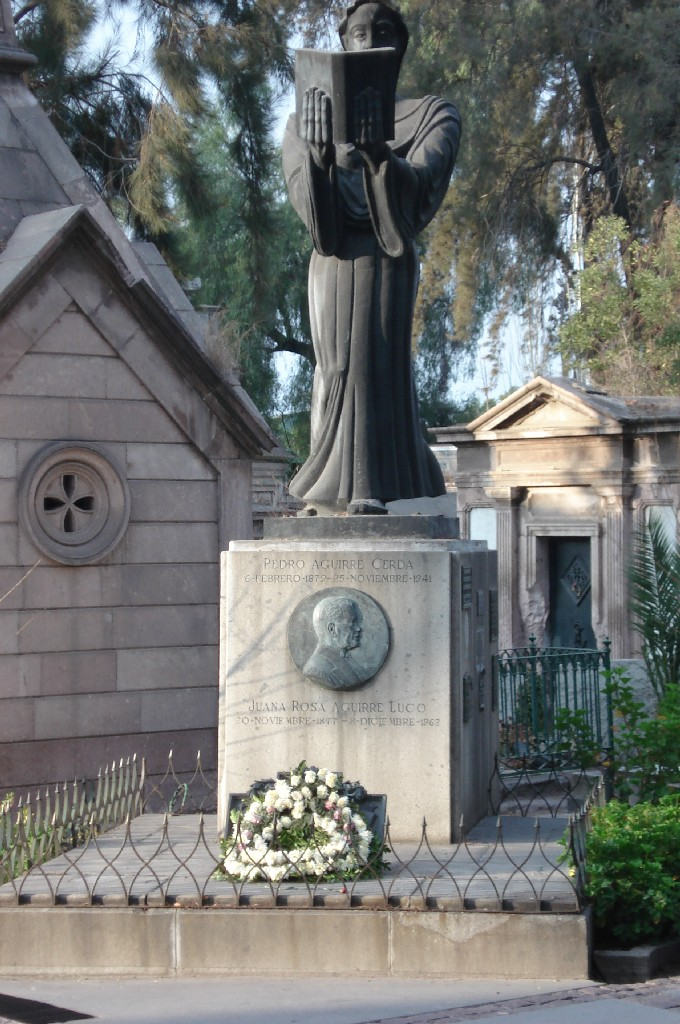
Grab von Pedro Aguirre Cerda auf dem Generalfriedhof von Santiago

Pedro Aguirre Cerda, der selbst aus einem armen Elternhaus stammte, traf vor allem die Hoffnungen der Kleinbürger und Bauern. Die Bekämpfung der Armut war ein wichtiges Anliegen seiner Politik, seine Frau Juanita arbeitete aktiv in Sozialeinrichtungen mit, und das Präsidentenpaar bescherte den Armen regelmäßig zu Weihnachten.
Der Beginn seiner Präsidentschaft wurde im Januar 1939 von einem schweren Erdbeben erschüttert, das den kleinen Süden des Landes traf. Der Wiederaufbau der zerstörten Infrastruktur forderte die Regierung. Aber auch die Verbesserung des chilenischen Schulwesens zählte zu den Aufgaben, die sich Aguirre gesetzt hatte.
Mit dem Ende des Spanischen Bürgerkriegs und dem Beginn des Zweiten Weltkriegs nahm Chile zahlreiche Flüchtlinge auf, die vor den siegreichen Faschisten in Spanien und vor Hitlers Wehrmacht fliehen mussten. 
Noch vor Erreichen der Hälfte seiner Amtszeit erkrankte Pedro Aguirre an Lungentuberkulose, gegen die damals kein Medikament bekannt war. Er starb am 25. November 1941. Als Presidente de los Pobres (Präsident der Armen) wurde Aguirre gefeiert, und sein Tod löste landesweite Bestürzung aus, obwohl er unter so kontroversen Umständen ins Amt gekommen war. Er wurde auf dem Generalfriedhof von Santiago beigesetzt und auf seinem Grab steht eine Statue einer Frau, die ein Buch liest, ein Werk der Bildhauer Tótila Albert Schneider.
Nach ihm benannt ist die Aguirre-Passage, eine Meerenge in der Antarktis.